# Hanna Januszewska

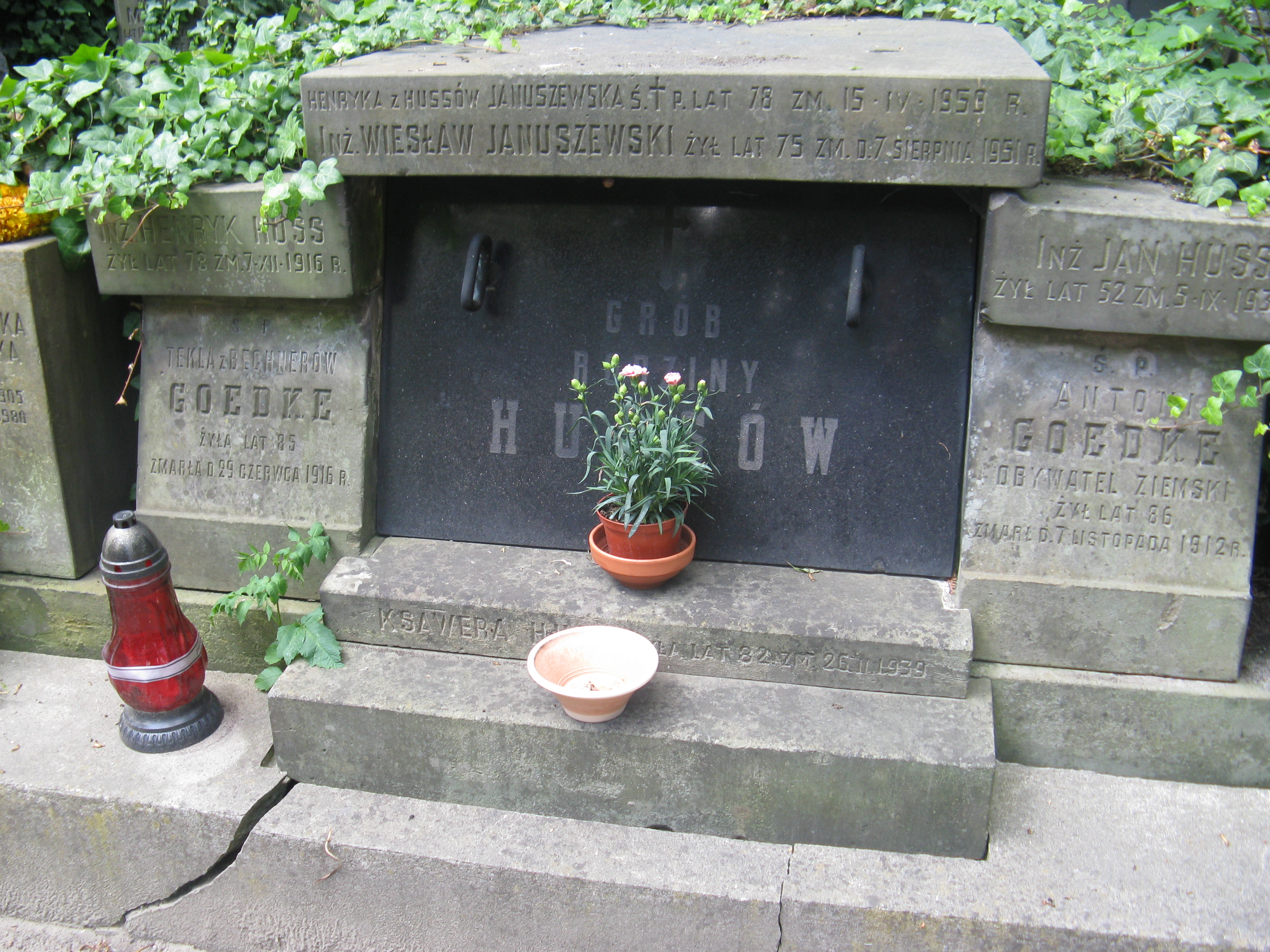
Grób Hanny Januszewskiej-Moszyńskiej na cmentarzu Powązkowskim w Warszawie

Hanna Januszewska-Moszyńska (ur. 20 kwietnia 1905 w Warszawie, zm. 18 lipca 1980 tamże) – polska prozaiczka, poetka, tłumaczka, autorka sztuk teatralnych i słuchowisk.

## Życiorys
Urodziła się w rodzinie inż. Wiesława Stefana Januszewskiego (1876–1951) i Henryki Cyryli z Hussów (zm. 1959). Ukończyła gimnazjum w Warszawie oraz studia na Wydziale Polonistyki UW. Zadebiutowała tomikiem wierszy dla dorosłych zatytułowanym Poezje (1924). Od 1932 roku publikowała wiersze dla dzieci.
Podczas II wojny światowej brała udział w tajnym nauczaniu i pracowała w konspiracyjnych wydawnictwach. Po zakończeniu działań wojennych zamieszkała w Łodzi, gdzie objęła funkcję redaktora w tamtejszym oddziale Polskiego Radia, w 1949 roku powróciła do Warszawy. Wtedy też zwyciężyła w ogłoszonym przez Ministerstwo Kultury i Sztuki konkursie na literackie opracowanie baśni ludowych.
Jej twórczość obejmowała wiersze, bajki, baśnie, słuchowiska radiowe, sztuki teatralne, opowiadania i powieści fantastyczne, których kanwą często były piosenki i bajki zaczerpnięte z polskiego folkloru oraz wydarzenia historyczne. Współpracowała z czasopismami skierowanymi do najmłodszych czytelników „Płomyczek”, „Płomyk” (z którymi była związana już przed 1939), „Miś” i „Świerszczyk”. Jej utwory zostały przetłumaczone na języki obce.
Utwory Januszewskiej były wielokrotnie wznawiane, a w kolejnych wydaniach Januszewska często wprowadzała daleko idące zmiany.
Poza twórczością własną pisarka była tłumaczką oraz dokonywała adaptacji i opracowań dzieł innych autorów m.in. Marii Konopnickiej, Charles'a Perraulta i Hansa Christiana Andersena.
W uznaniu wartości pedagogicznych Hannę Januszewską odznaczano i nominowano do nagród państwowych (nagroda Prezesa Rady Ministrów, nagroda Premio Europeo). Książka Bajki o czterech wiatrach jest wpisana na Listę Honorową im. H.Ch. Andersena. W 1980 roku otrzymała Nagrodę Państwową I stopnia.
Od 1928 roku była żoną Józefa Moszyńskiego. Jej syn, Krzysztof Moszyński (1932–2020), był profesorem matematyki UW.
Zmarła w Warszawie, spoczywa na cmentarzu Powązkowskim w Warszawie (kwatera 177-5-14,15).

## Twórczość

### Wiersze dla dorosłych
- Poezje (1924)
- Dom na wyspie (1930)
- Exodus (1933)

### Wiersze i opowiadania dla dzieci
- Ele-mele Dudki (1932)
- Jawor, jawor (1932)
- Z góry na Mazury. Bajki mazowieckie (1932)
- O kocie, co faję kurzył (1933)
- O chłopcu drewnianym (1938)
- Baśń o wędrującej Pyzie
  - Jak polska Pyza wędrowała (1938, wyd. zmienione 1951)
  - Idzie Pyza borem, lasem... (1939)
  - Pyza na Starym Mieście (1948)
  - Pyza na polskich dróżkach (1955)
- Siwa gąska, siwa (1939)
- O polskim Chrobotku (1939)
- Było i będzie (współaut. Janina Porazińska, Ewa Szelburg-Zarembina, 1945)
- O dobrym Strachu (1945)
- Kowal spod Racławic (1946)
- Ni-to, ni-sio (1947)
- O flisaku i Przydróżce – Bajka wiślana (1950)
- Złota legenda warszawska (1950)
- Zwycięskie kielnie (1950)
- Trzy razy cztery (1953)
- Wiórki (1953)
- O smoku wawelskim (1954)
- Hafciarka jesienna (1956)
- Wróżka (1957)
- O przepióreczce (1958)
- O krakowskim kocie (1959)
- Srebrna kózka (1961)
- O grubym Franusiu i o dyliżansie (1961)
- Farfurowa bajka (1961)
- Światła (1962)
- Pirlim-pem (1965; zmienione wydanie Świateł)
- Wilanowska bajka (1964)
- Zaczarowany krawiec (1967)
- Grajmy (1970)
- Kucharka Chrobrego (1972)
- Lwy (1974)
- Mój dom – moja ojczyzna (1981)
- Złoty koszyczek. Bajka wiosenna (1974)
- Walc panny Ludwiki (1981)

### Baśnie prozą
- Baśnie polskie (1952; zawiera: O Bartku doktorze, Synowie z gwiazdą w skroni, O córce kupca i o potworze, Żelazne trzewiczki, Michałkowicka opowieść, Baśń żołnierska)
- O Bartku doktorze i inne baśnie (1955; uzupełnia jej wcześniejsze Baśnie polskie o: Złota jabłoń, Nietykałek, Licho na topoli, Pieśń)
- Złota jabłoń (1956; wznowienie O Bartku doktorze i innych baśni)
- Bajki (1975)
- Bajki o czterech wiatrach (1978)

### Powieści
- Broszka van der Manów (1936)
- Rękopis pani Fabulickiej (1958)
- Trik-trak (1961)
- Sześć grubych ryb (1966)
- Ambaje (1967)
- Mania Lazurek (1968; na podstawie książki powstał film fabularny Zaczarowane podwórko)
- Przez pawie oczko (1969)
- Proszę wycieczki (1971)
- Pierścionek pani Izabeli (1972)
- Bryg „Zuzanna” (1973)
- Tut-tut (1981)
- Słońce wschodzi (1982)

### Twórczość dramaturgiczna
- Nawojka. Opowieść sceniczna w 4 aktach z epilogiem (1952)
- Magazyn Małgorzaty Charette. Sztuka w 3 aktach dla młodzieży i dorosłych (1955)
- Żart olszowiecki. Baśń sceniczna (1957)
- Smocza awantura (1960)
- Teatr malowany przedstawia żart sceniczny... pt. Kogut (1961)
- Czerwona czapeczka: bajka dla teatru lalek oparta na ludowym wątku szwedzkim (1979)

### Wybrane przekłady i adaptacje
- Hans Christian Andersen, Słowik, (1947; adaptacja sceniczna)
- Hans Christian Andersen, Krzesiwo, (1952; adaptacja sceniczna)
- Johann Wolfgang von Goethe, Uczeń czarnoksiężnika (1953)
- Charles Perrault, Bajki Babci Gąski (1961; przekład)
- Charles Perrault, Bajki (1971; adaptacja)
- Eleanor Farjeon, Marcin spod Dzikiej Jabłoni (1966)
- Eleanor Farjeon, Mały pokój z książkami (1981)

### Pyza na polskich dróżkach
Pyza zwiedzała dwie różne Polski – przedwojenną (Lwów, Wilno i Grodno) oraz socjalistyczną (Nowa Huta). W PRL przedwojennych przygód Pyzy nie wznowiono. Na podstawie utworów powstał serial animowany Wędrówki Pyzy. Autorem ilustracji i scenografem serialu był Adam Kilian.

## Ordery i odznaczenia
- Krzyż Kawalerski Orderu Odrodzenia Polski (11 lipca 1955)[7]
- Medal 10-lecia Polski Ludowej (19 stycznia 1955)[8]
- Order Uśmiechu